# När en vacker tanke blir en sång
När en vacker tanke blir en sång (Quando un bel pensiero diventa una canzone), pubblicato nel maggio del 1971, è il quarto album da solista in svedese della cantante degli ABBA Agnetha Fältskog. In questo disco (prodotto da Björn Ulvaeus), tutte le canzoni (ad eccezione dell'ultima) sono state composte dalla stessa Agnetha Fältskog. L'ultima traccia, Dröm är dröm, och såga såga (Un sogno è un sogno, e una storia è una storia), è la cover del successo di Anna Identici Era bello il mio ragazzo (che la cantante lanciò al Festival di Sanremo 1972), ed è degna di nota in quanto ai cori presenta i rimanenti membri degli Abba (Anni-Frid Lyngstad, Benny Andersson e Björn Ulvaeus), venendo dunque a rappresentare la prima occasione in cui tutti i membri del noto gruppo svedese possono essere ascoltati in un unico brano. Del brano Han lämnar mig för att komma till dig esiste anche una versione in tedesco intitolata Ich denk' an dich.
Le canzoni Kungens vaktparad e Han lämnar mig för att komma till dig furono pubblicate come singoli, mentre l'album fu ripubblicato nel 1974 con il titolo Agnetha.

## Tracce
1. Många gånger än (Molte volte ancora) (A.Fältskog/P.Himmelstrand)
2. Jag vill att du skall bli lycklig (Vorrei che tu diventassi felice) (A.Fältskog)
3. Kungens vaktparad (La parata di soldati del re) (A.Fältskog /B.Ulvaeus)
4. Mitt sommarland (La mia terra estiva) (A.Fältskog /B.Ulvaeus)
5. Nya ord (Nuove parole) (A.Fältskog/Bosse Carlgren)
6. Jag skall inte fälla några tårar (Non farò cadere alcuna lacrima) (A. Fältskog)
7. Då finns du hos mig (Poi ci sei tu con me) (A.Fältskog/Bosse Carlgren)
8. Han lämnar mig för att komma till dig (Lui mi lascia per venire da te) (A.Fältskog /B.Ulvaeus)
9. Kanske var min kind lite het (Forse la mia guancia era un po' calda) (A.Fältskog)
10. Sången föder dig tillbaka (Le canzoni ti riportano indietro) (A.Fältskog/Bjorn Carlsson)
11. Tågen kan gå igen (I treni possono viaggiare ancora) (A.Fältskog/Bosse Carlgren)
12. Dröm är dröm, och saga saga (Un sogno è un sogno e una storia è una storia) (Pier Paolo Preti/Gianluigi Guarnieri/Stikkan Anderson) (versione in svedese della canzone Era bello il mio ragazzo di Anna Identici)

## Bote
1. ↑  https://coverdalfreddo.blogspot.it/2014/07/agnetha-faltskog-cover-e-curiosita.html